# Дудкі (Олецький повіт)
Дудкі (пол. Dudki, нім. Duttken, 1938-45 Sargensee) — село в Польщі, у гміні Свентайно Олецького повіту Вармінсько-Мазурського воєводства.
Населення — 50 осіб (2011).

## Демографія
Демографічна структура станом на 31 березня 2011 року:
|          | Загалом | Допрацездатний вік | Працездатний вік | Постпрацездатний вік |
| -------- | ------- | ------------------ | ---------------- | -------------------- |
| Чоловіки | 30      | 8                  | 18               | 4                    |
| Жінки    | 20      | 5                  | 11               | 4                    |
| Разом    | 50      | 13                 | 29               | 8                    |